# 中水県
中水県（ちゅうすい-けん）は、中国にかつて存在した県。現在の河北省滄州市献県北西部に相当する。
前漢により設置され、南北朝時代、北斉により廃止された。